# أكيرا شيمادا
أكيرا شيمادا هو لاعب كرة قاعدة وسياسي ياباني، ولد في 25 ديسمبر 1901 في كوبه في اليابان، وتوفي في 27 يونيو 1945. انتخب List of governors of Okinawa Prefecture ‏.